# Giacomo da Lentini

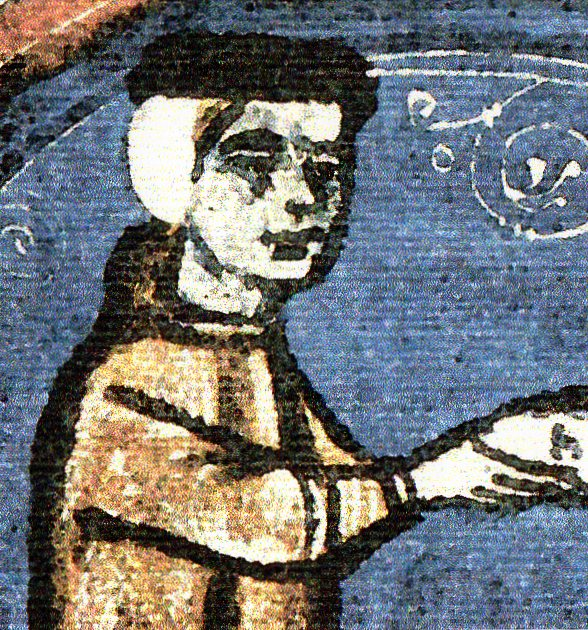
Giacomo da Lentini

Giacomo da Lentini (* um 1210 in Lentini; † um 1260) war italienischer Notar am Hofe Friedrichs II. in Palermo und bedeutendster Vertreter der Sizilianischen Dichterschule. 
Etwa vierzig Dichtungen von ihm sind überliefert. Als dem Haupt der "Scuola Siciliana" wird ihm die Erfindung des Sonetts um 1230 zugeschrieben. In seinen Gedichten nennt er sich selbst "il notaro" (der Notar). So findet er auch Eingang in Dantes Göttliche Komödie, wo er im 24. Gesang des Purgatoriums erwähnt wird (Vers 55–57):

„«O frate, issa vegg'io», diss'elli, «il nodo/ che 'l Notaro e Guittone e me ritenne/ di qua dal dolce stil novo ch'i' odo! ...»“

„«O Bruder», sprach er, «jetzt seh ich den Knoten,/ der den Notar und Guitton und mich entfernt hielt/ vom neuen süßen Stil, den ich vernehme. ...»“